# Arquidiócesis de Ciudad de Benín
La arquidiócesis de Ciudad de Benín (en latín: Archidioecesis Urbis Beninensis y en inglés: Roman Catholic Archdiocese of Benin City) es una circunscripción eclesiástica de la Iglesia católica en Nigeria. Se trata de una arquidiócesis latina, sede metropolitana de la provincia eclesiástica de Ciudad de Benín. Desde el 18 de marzo de 2011 su arzobispo es Augustine Obiora Akubeze.

## Territorio y organización
La arquidiócesis tiene 10 863 km² y extiende su jurisdicción sobre los fieles católicos de rito latino residentes en parte del estado de Edo.
La sede de la arquidiócesis se encuentra en Ciudad de Benín, en donde se halla la Catedral de la Santa Cruz.
La arquidiócesis tiene como sufragáneas a las diócesis de: Auchi, Bomadi, Issele-Uku, Uromi y Warri.
En 2020 en la arquidiócesis existían 84 parroquias, agrupadas en 3 decanatos: Benin City, Abudu e Iguobazuwa.

## Historia
La prefectura apostólica de Níger Superior fue erigida el 2 de mayo de 1884, obteniendo el territorio del vicariato apostólico de las Dos Guineas (hoy arquidiócesis de Libreville).
El 24 de agosto de 1911 cedió una parte de su territorio para la erección de la prefectura apostólica de Nigeria Oriental (hoy arquidiócesis de Kaduna) y al mismo tiempo cambió su nombre por el de prefectura apostólica de Nigeria Occidental mediante el decreto Quo felicius.
El 24 de agosto de 1918 la prefectura apostólica fue elevada a vicariato apostólico con el breve Summa afficimur laetitia del papa Benedicto XV.
El 18 de julio de 1929 cedió la parte norte de su territorio a la prefectura apostólica de Nigeria Oriental, que al mismo tiempo asumió el nombre de prefectura apostólica de Nigeria Septentrional, mediante el breve A Nobis del papa Pío XI.
El 12 de enero de 1943 cedió otra porción de su territorio para la erección del vicariato apostólico de Ondo-Ilorin (hoy diócesis de Ondo) mediante la bula Ut in Nigeria del papa Pío XII y al mismo tiempo volvió a cambiar su nombre a vicariato apostólico de Asaba-Benín en virtud del decreto Cum Eminentissimi de la Congregación de Propaganda Fide.
El 18 de abril de 1950, como consecuencia de la bula Laeto accepimus del papa Pío XII, el vicariato apostólico fue elevado a diócesis y tomó el nombre de diócesis de Ciudad de Benín.
El 21 de febrero de 1955 cedió una porción de su territorio para la erección de la prefectura apostólica de Kabba (hoy diócesis de Lokoja) mediante la bula Illa suavissime del papa Pío XII.
El 10 de marzo de 1964 cedió una porción de su territorio para la erección de la diócesis de Warri mediante la bula Legem Christi del papa Pablo VI.
El 5 de julio de 1973 cedió otra porción de su territorio para la erección de la diócesis de Issele-Uku mediante la bula Qui pastoris del papa Pablo VI.
El 26 de marzo de 1994 fue elevada al rango de arquidiócesis metropolitana con la bula Multis nominibus del papa Juan Pablo II.
El 4 de diciembre de 2002 una porción de su territorio para la erección de la diócesis de Auchi mediante la bula Omnium fidelium del papa Juan Pablo II.
El 14 de diciembre de 2005 cedió otra porción de su territorio para la erección de la diócesis de Uromi mediante la bula Cunctae catholicae Ecclesiae del papa Benedicto XVI.

## Estadísticas
Según el Anuario Pontificio 2021 la arquidiócesis tenía a fines de 2020 un total de 151 950 fieles bautizados.
| Año                                                                             | Población            | Población | Población      | Sacerdotes | Sacerdotes    | Sacerdotes    | Bautizados por sacerdote | Diáconos permanentes | Religiosos | Religiosos | Parroquias |
| Año                                                                             | Bautizados católicos | Total     | % de católicos | Total      | Clero secular | Clero regular | Bautizados por sacerdote | Diáconos permanentes | Varones    | Mujeres    | Parroquias |
| ------------------------------------------------------------------------------- | -------------------- | --------- | -------------- | ---------- | ------------- | ------------- | ------------------------ | -------------------- | ---------- | ---------- | ---------- |
| 1958                                                                            | 99 253               | 1 392 116 | 7.1            | 53         | 7             | 46            | 1872                     |                      |            | 18         | 17         |
| 1970                                                                            | 140 954              | 1 450 000 | 9.7            | 58         | 20            | 38            | 2430                     |                      | 42         | 33         | 8          |
| 1980                                                                            | 110 101              | 1 100 000 | 10.0           | 33         | 21            | 12            | 3336                     |                      | 16         | 52         | 18         |
| 1990                                                                            | 198 017              | 1 853 000 | 10.7           | 58         | 38            | 20            | 3414                     |                      | 36         | 76         | 34         |
| 1999                                                                            | 389 509              | 2 521 291 | 15.4           | 110        | 84            | 26            | 3540                     |                      | 41         | 96         | 40         |
| 2000                                                                            | 391 009              | 2 708 980 | 14.4           | 108        | 86            | 22            | 3620                     |                      | 37         | 96         | 43         |
| 2001                                                                            | 392 540              | 2 710 511 | 14.5           | 114        | 90            | 24            | 3443                     |                      | 57         | 96         | 43         |
| 2002                                                                            | 934 071              | 2 712 042 | 34.4           | 121        | 98            | 23            | 7719                     |                      | 34         | 98         | 50         |
| 2003                                                                            | 330 591              | 2 340 401 | 14.1           | 104        | 83            | 21            | 3178                     |                      | 28         | 55         | 31         |
| 2004                                                                            | 343 800              | 2 882 410 | 11.9           | 108        | 84            | 24            | 3183                     |                      | 36         | 58         | 33         |
| 2005                                                                            | 241 755              | 2 094 526 | 11.5           | 50         | 35            | 15            | 4835                     |                      |            | 44         | 21         |
| 2006                                                                            | 363 000              | 3 043 000 | 11.9           | 90         | 62            | 28            | 4033                     |                      | 77         | 77         | 54         |
| 2012                                                                            | 128 750              | 1 856 761 | 6.9            | 104        | 81            | 23            | 1237                     |                      | 55         | 73         | 62         |
| 2015                                                                            | 138 900              | 1 888 973 | 7.4            | 130        | 96            | 34            | 1068                     |                      | 66         | 86         | 73         |
| 2018                                                                            | 148 900              | 1 930 473 | 7.7            | 139        | 103           | 36            | 1071                     |                      | 68         | 100        | 78         |
| 2020                                                                            | 151 950              | 1 954 470 | 7.8            | 156        | 118           | 38            | 974                      |                      | 70         | 122        | 84         |
| Fuente: Catholic-Hierarchy, que a su vez toma los datos del Anuario Pontificio. |                      |           |                |            |               |               |                          |                      |            |            |            |

## Episcopologio
- Jules Poirier, S.M.A. † (1884-1893)
  - Sede vacante (1893-1896)
- Carlo Zappa, S.M.A. † (6 de mayo de 1896-30 de enero de 1917 falleció)
- Thomas Broderick, S.M.A. † (24 de agosto de 1918-13 de octubre de 1933 falleció)
- Leo Hale Taylor, S.M.A. † (26 de febrero de 1934-13 de junio de 1939 nombrado vicario apostólico de la Costa de Benín)
- Patrick Joseph Kelly, S.M.A. † (11 de diciembre de 1939-5 de julio de 1973 retirado)
- Patrick Ebosele Ekpu (5 de julio de 1973 por sucesión-21 de noviembre de 2006 retirado)
- Richard Anthony Burke, S.P.S. (24 de diciembre de 2007-31 de mayo de 2010 renunció)[nota 1]
- Augustine Obiora Akubeze, desde el 18 de marzo de 2011